# John Mayer

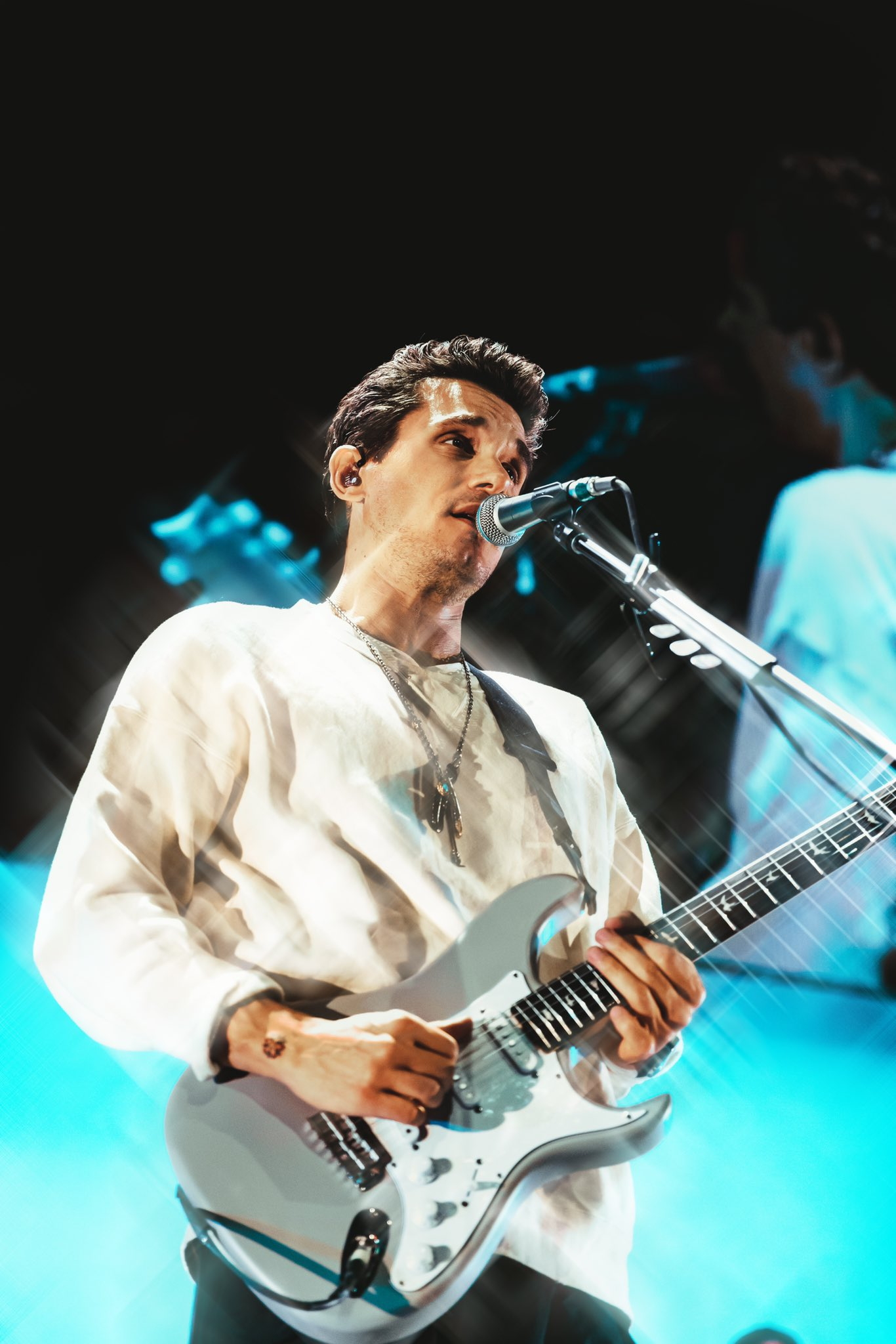
John Mayer, 2019

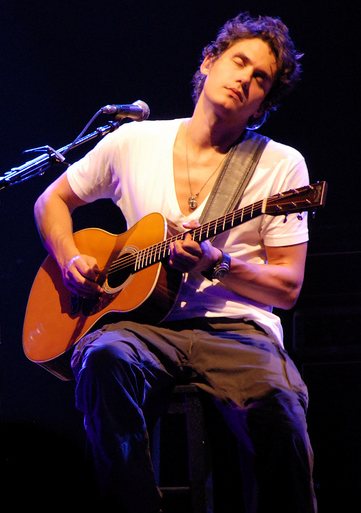
John Mayer, 2007

John Clayton Mayer (* 16. Oktober 1977 in Bridgeport, Connecticut) ist ein US-amerikanischer Singer/Songwriter und Gitarrist, der sieben Mal mit einem Grammy ausgezeichnet wurde. Seine Songs verbinden die Stilrichtungen R&B, Rock, Pop, Blues und Country-Musik.

## Leben
John Mayer kam 1977 als Sohn von Margaret (Englischlehrerin) und Richard Mayer (Direktor einer High School) zur Welt. Er wuchs als zweiter von drei Söhnen in der Nähe von Fairfield auf und besuchte dort die High School.
Mayer spielte eine Weile Klarinette, jedoch mit wenig Erfolg. Als er die Gitarreneinlage von Marty McFly (gespielt von Michael J. Fox) in Zurück in die Zukunft sah, begann er sich für dieses Instrument zu interessieren. Als er 13 war, soll sein Vater eine Gitarre für ihn ausgeliehen und ein Nachbar ihm eine Kassette von Stevie Ray Vaughan gegeben haben, was sein Interesse am Blues geweckt habe. Nach zwei Jahren Üben trat er in Blues Bars und anderen Lokalitäten auf. Er wurde Mitglied einer Band, die sich Villanova Junction nannte.
Als Mayer 17 Jahre alt war, ließ er sich wegen Herzrhythmusstörungen behandeln. Später beschrieb er diese Zeit als den Beginn seiner Arbeit als Songwriter. Nach seiner Entlassung aus dem Krankenhaus schrieb er erste Textpassagen. Nach seinem Schulabschluss arbeitete er 15 Monate lang an einer Tankstelle, um sich seine erste richtige Gitarre kaufen zu können, eine 1996er Stevie Ray Vaughan Signature Fender Stratocaster.

## Musikalische Karriere
Mayer besuchte ab dem Wintersemester 1997 das Berklee College of Music in Boston, das er jedoch bereits im zweiten Semester wieder verließ. In Berklee hatte er sich zunächst als Gitarrist weiterentwickeln wollen, er konzentrierte sich aber zunehmend auf das Songwriting. In einem Interview sagte er dazu später, dass er das Ziel, „der beste Gitarrist überhaupt zu werden“, zu Beginn des zweiten Semesters aufgegeben habe, da es unerreichbar sei. Er habe vielmehr erkannt, dass es darauf ankomme, „hörbar“ zu sein.
Anstatt weiter zu studieren, ging er im Sommer 1998 zusammen mit seinem Studienfreund Clay Cook nach Atlanta, um eine Musikerkarriere in Angriff zu nehmen. Zusammen schrieben sie Songs und spielten in verschiedenen Clubs. Nach einer Weile beendeten sie ihre Zusammenarbeit aufgrund musikalischer Differenzen, Mayer blieb in Atlanta und trat nun als Solokünstler auf. In dieser Zeit spielte er vermehrt die akustische Gitarre, da sie ihm die Möglichkeit gab, auch ohne Band aufzutreten.
Mithilfe von Glenn Matuloo nahm er seine erste EP Inside Wants Out auf. Die meisten der acht Songs entstammen der Zusammenarbeit mit Clay Cook, unter anderem auch die erste erfolgreiche Single No Such Thing. Für den ersten Song Back to You wurde eine gesamte Band engagiert, darunter auch der Koproduzent der EP, David Labruyere, am Bass. Mayer und Labruyere gingen daraufhin auf Tour.

### Erste Erfolge
Im März 2000 wurde nach einem Auftritt bei der South by Southwest Conference Aware Records, ein Nachwuchs-Label von Columbia, auf ihn aufmerksam. Nach mehreren Festivalauftritten veröffentlichte Aware im Frühjahr 2001 sein Debütalbum Room for Squares, zunächst aber nur im Internet. Nach einer Vereinbarung mit Columbia veröffentlichte diese im September desselben Jahres das Album Room for Squares, das künstlerisch überarbeitet und um den Song 3x5 ergänzt wurde. Das Album brachte zahlreiche Radiohits in den USA hervor, darunter No Such Thing, Your Body Is a Wonderland und Why Georgia. 2003 gewann John Mayer mit Your Body Is a Wonderland einen Grammy in der Kategorie Best Male Pop Vocal Performance.
2003 veröffentlichte er seine erste Live-CD/DVD Any Given Thursday und im selben Jahr erschien sein zweites Studioalbum Heavier Things. Obwohl das Album kommerziell nicht so erfolgreich war wie Room for Squares, landete es ebenso wie die Single Daughters auf Nummer eins der US Billboard Charts. Der Song wurde sogar mit einem Grammy als Song of the Year ausgezeichnet. Außerdem bekam Mayer einen Grammy als Best Male Pop Vocal. 2006 wurde er in der Songwriter Hall of Fame mit dem David Starlight Award geehrt.
2004 nahm er Livekonzerte seiner US-Tournee auf, diese wurden auf iTunes veröffentlicht unter dem Titel AS/IS. Mayer machte Werbung für Apple, Volkswagen und Blackberry.

### Veränderung im Musikstil
Mayer begann mit verschiedenen Künstlern außerhalb seines Genres zu arbeiten. Er arbeitete an dem Song Go! von Common (Kanye West, MK12, Convert, Jason Webb, Rosali), des Weiteren war er an Kanye Wests Bittersweet Poetry beteiligt. Mayer erntete großes Lob von gestandenen Größen des Hip-Hop wie z. B. Jay-Z oder Nelly. Mayer antwortete auf die Frage, warum er in der Hip-Hop-Szene auftauche, „It’s not music out there right now. That's why, to me, hip-hop is where rock used to be“.
In dieser Zeit veränderte Mayer seinen Stil und entfernte sich mehr und mehr vom Acoustic-Pop. 2005 begann er mit Blues-Größen wie mit B. B. King, Buddy Guy und Eric Clapton oder mit den Jazz-Größen John Scofield und Herbie Hancock zusammenzuarbeiten. Mayer ließ immer mehr Blues und Jazz in seine Musik einfließen. In seinem Spielstil ließ er sich von Jimi Hendrix, Stevie Ray Vaughan, Robert Cray und Freddie King beeinflussen. Seit seinem Album Born and Raised, das 2012 erschienen ist, sind seine Lieder zunehmend von Country-Musik inspiriert. So entfernte sich sein Stil wieder etwas von der ursprünglichen Blues-, Jazz- bzw. Pop-Sparte.

### John Mayer Trio undTry!

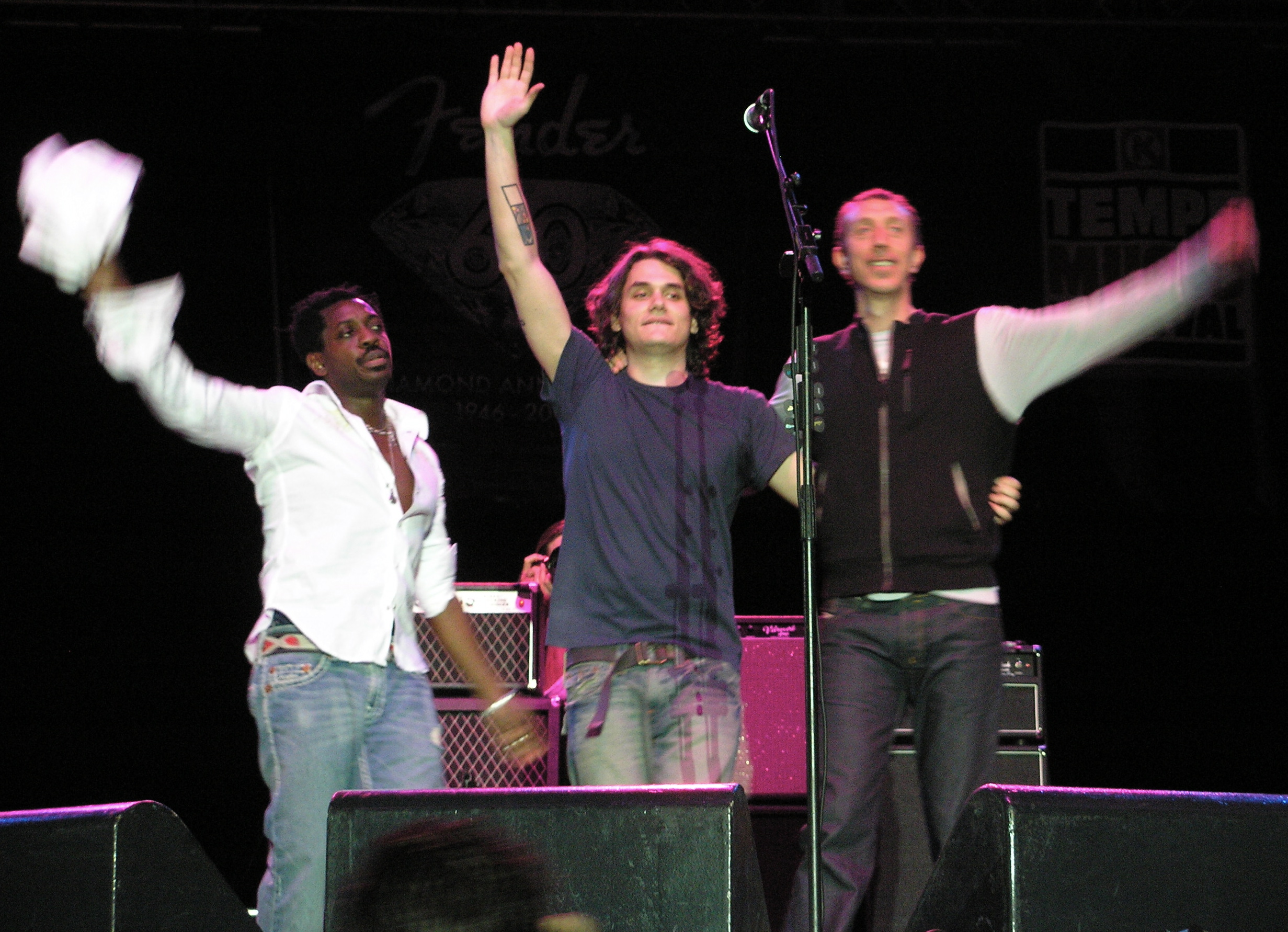
Steve Jordan (links), John Mayer und Pino Palladino

Am 15. Januar 2005 trat Mayer zusammen mit dem Bassisten Pino Palladino und dem Schlagzeuger Steve Jordan im Rahmen eines Benefizkonzertes zugunsten der Opfer der Erdbeben im Indischen Ozean 2004 auf. Nach diesem Auftritt schlug er vor, weiter als Trio zusammenzuarbeiten, woraufhin die drei Musiker noch im selben Jahr als John Mayer Trio auf Tour gingen.
Im Rahmen dieser Tour entstand das Live-Album Try! John Mayer Trio Live in Concert, das am 22. November 2005 veröffentlicht wurde. Neben eigens für das Trio geschriebenen Titeln sind auch eine Neuinterpretation von Daughters sowie mit Wait Until Tomorrow (Jimi Hendrix Experience) und I Got a Woman (Ray Charles) zwei Cover berühmter Bluesmusiker enthalten. 2006 war Try! in der Kategorie Best Rock Album für einen Grammy nominiert.

### DieContinuum-Ära

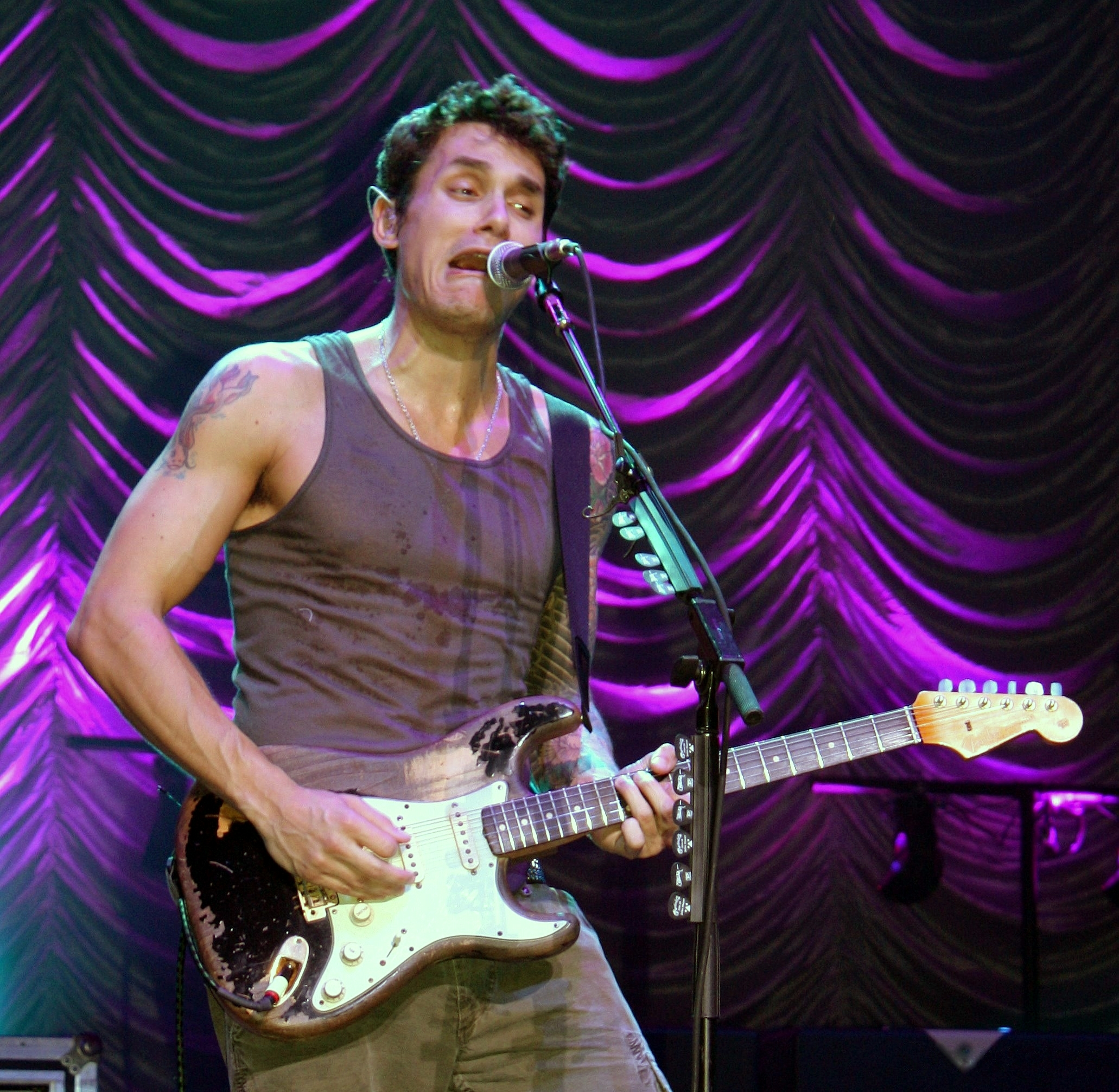
John Mayer 2008 bei einem Konzert in Cleveland

Die Gründung des John Mayer Trio ging einher mit dem Beginn der Aufnahmen zu Mayers drittem Studioalbum, für das er schon zuvor Steve Jordan als Koproduzenten engagiert hatte. Continuum erschien am 12. September 2006 in den USA, am 19. Januar 2007 in Deutschland.
Als Singles wurden Waiting on the World to Change, Gravity und Dreaming with a Broken Heart ausgekoppelt, die sich in den US-Charts gut platzierten. Continuum stieg auf Platz 2 in die Billboard Top 200 ein und wurde zweifach mit Platin ausgezeichnet.
Nach Meinung der Kritik markiert das Album einen wichtigen Schritt in Mayers Entwicklung als Musiker, Mayer selbst spricht davon, dass er durch Continuum einen Sprung nach vorne gemacht habe. Insgesamt wurde das Album positiv aufgenommen und 2007 als Album Of The Year für einen Grammy nominiert. Es gewann den Grammy schließlich als Best Pop Vocal Album, zudem wurde Mayer für „Waiting on the World to Change“ der Grammy für den besten Pop-Song eines männlichen Künstlers (Best Male Pop Vocal Performance) verliehen. Nominiert war Mayer zudem in der Kategorie Best Solo Rock Vocal Performance für „Route 66“ aus dem Soundtrack zu Cars.
Nur drei Monate nach Continuum veröffentlichte Mayer die EP The Village Sessions, die er zusammen mit Robbie McIntosh einspielte. Enthalten sind akustische Versionen von Songs, die zuvor bereits auf Continuum oder Try! erschienen waren, sowie eine Aufnahme von Waiting on the World to Change mit Ben Harper als Gastmusiker. Die auf der EP enthaltene Version von Belief wurde am 6. Dezember 2007 in der Kategorie Best Male Pop Vocal Performance für die Grammy Awards 2008 nominiert.
Am 1. Juli 2008 erschien mit Where the Light Is Mayers viertes Live-Album, das am 8. Dezember 2007 bei einem außergewöhnlichen Konzert im Nokia Theatre in Los Angeles aufgezeichnet wurde. Neben einem Solo-Auftritt sind sowohl eine Performance des John Mayer Trio als auch ein fast einstündiger Auftritt mit der kompletten Band enthalten. Das Album wurde auch als Konzertfilm veröffentlicht, für den einige Backstage-Aufnahmen gedreht wurden. Where the Light Is war bei den Grammy Awards 2009 in der Kategorie Long Term Video nominiert, für die bei diesem Konzert entstandene Live-Aufnahme von Gravity wurde Mayer in der Kategorie Best Solo Rock Vocal Performance ausgezeichnet.
Zudem gewann Mayer mit dem Song Say, den er für den Film Das Beste kommt zum Schluss geschrieben hatte, in der Kategorie Best Male Pop Vocal Performance. Nominiert war der Titel auch als bester Filmsong, darüber hinaus war Mayer für seine Zusammenarbeit mit Alicia Keys bei dem Titel Lesson Learned für die Auszeichnung vorgeschlagen worden.
Am 7. Juli 2009 trat Mayer als einer von vielen Künstlern auf der Trauerfeier für Michael Jackson auf und spielte eine Instrumental-Version von dessen Song Human Nature.
Nach mehr als einjähriger Pause veröffentlichte er am 17. November 2009 sein viertes Studioalbum Battle Studies, das er wieder in Zusammenarbeit mit Steve Jordan produzierte. Das Album war ein kommerzieller Erfolg, wurde jedoch von den Kritikern unterschiedlich bewertet.

### Gesundheitliche Probleme
2011 erkrankte Mayer an einem Granulom an den Stimmbändern, das operativ entfernt werden musste. Die Genesung zog sich über mehrere Monate hin, die Mayer zu Reisen durch die Vereinigten Staaten nutzte. Im Frühjahr 2012 gab John Mayer bekannt, sein neues Album Born and Raised am 22. Mai 2012 zu veröffentlichen. Das Album war bis auf einige Gesangsteile bereits vor seiner Erkrankung fertiggestellt gewesen.
Eine geplante Tour musste dann jedoch abgesagt werden, weil die Erkrankung erneut auftrat und wiederum eine mehrmonatige Pause erforderlich machte. Das Album erschien dennoch und wurde durchgehend positiv bewertet. Mayer fürchtete eine dauerhafte Schädigung seiner Stimme und konzentrierte sich daher auf sein Gitarrenspiel.
Erst im Januar 2013 war Mayer so weit genesen, dass er wieder auftreten konnte, so im April beim Crossroads Guitar Festival und beim New Orleans Jazz & Heritage Festival.

### Paradise Valley und Dead & Company

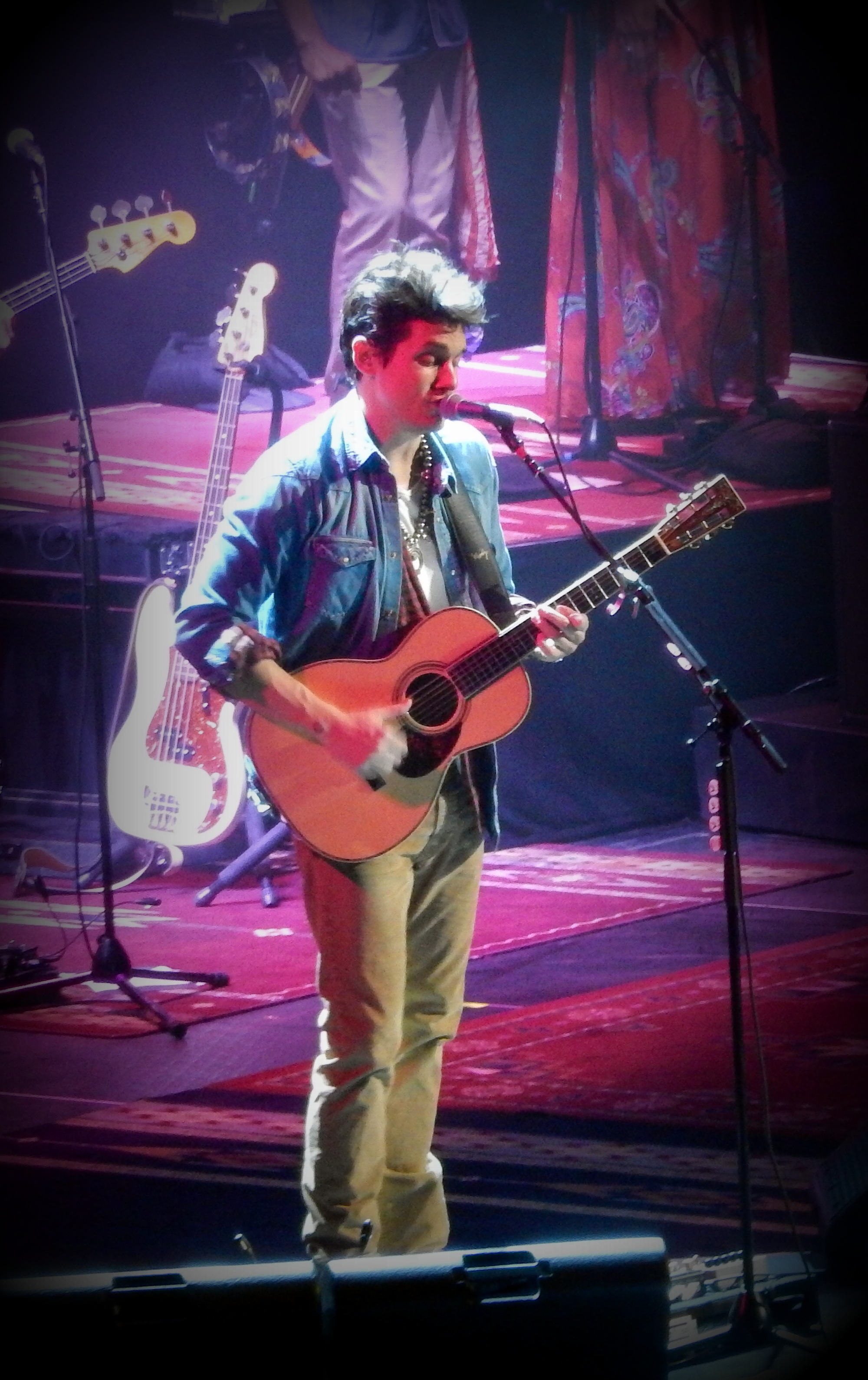
John Mayer im Barclays Center, Brooklyn, New York am 17. Dezember 2013

Sein sechstes Studio-Album Paradise Valley, das nach seinem Wohnort Paradise Valley benannt ist, kündigte John Mayer im Juni 2013 an. Es wurde von Don Was produziert, Frank Ocean und Katy Perry wirkten jeweils bei einem Song mit. Das Album wurde von Kritikern und Publikum positiv aufgenommen. Nach dreijähriger Unterbrechung ging Mayer noch im selben Jahr wieder auf Tournee. Im folgenden Jahr nahm Mayer gemeinsam mit Barbra Streisand das Stück Come Rain or Come Shine für ihr neues Album Partners auf.
Im Jahre 2011 war John Mayer mit den Songs der Grateful Dead in Berührung gekommen. Im Februar 2015 lud er Bob Weir, den Gitarristen der Grateful Dead, ein, mit ihm im Studio zu arbeiten. Hieraus entwickelte sich in der Folgezeit eine engere Zusammenarbeit, die zur Bildung der Grateful Dead-Nachfolge-Band Dead & Company führte. Bandmitglieder sind neben Weir und Mayer, die früheren Grateful Dead Mitglieder Bill Kreutzmann (Drums) und Mickey Hart (Drums) sowie Jeff Chimenti (Keyboards) und Oteil Burbridge (Bass). Für Mayer war dies eine neue Erfahrung, als gleichwertiges Mitglied einer Gruppe und nicht als Front-Mann zu spielen. Die Gruppe ging sodann in den Vereinigten Staaten auf Tournee.

### The Search for Everything
Aufgrund seiner Arbeit mit Dead & Company verzögerten sich die Arbeiten an John Mayers nächsten Album. Im September 2015 gab er via Twitter bekannt, mit der gleichen Besetzung wie das Continuum Album ein neues im Jahr 2016 zu produzieren. Dies bestätigte er im Januar mit einem Instagram Foto, auf dem Mayer, Steve Jordan und Pino Palladino zu sehen sind. Anfang 2017 erschienen vorab zwei Extended Plays mit jeweils vier Songs. Das Album The Search for Everything erschien am 14. April 2017.
Im April 2017 begann Mayer eine Tournee durch die Vereinigten Staaten und Europa. Er trat bei den Konzerten sowohl als Solo-Künstler als auch mit seinem Trio und seiner Band auf.

### Sob Rock
Sein achtes Studio-Album Sob Rock erschien am 16. Juli 2021. Die erste veröffentlichte Single des Albums Last Train Home beinhaltet einen Gastbeitrag der US-amerikanischen Countrysängerin Maren Morris.

## Andere Projekte

### Benefizprojekte
Mayer engagiert sich für den Umweltschutz und trat auf diversen Benefiz-Veranstaltungen auf. 2007 gründete er Another Kind of Green, eine Organisation, die den Problemen der globalen Erwärmung gewidmet ist.
Im Jahre 2002 gründete Mayer die Back to You-Stiftung, die sich mit Hilfe eines Fonds für Gesundheitspflege, Bildung, Kunst und Talentförderung einsetzt. Sie bezieht ihre Gelder sowohl über Spenden als auch über von Mayer organisierte Auktionen. Nach dem Amoklauf an der Virginia Tech trat er mit vielen anderen Stars zu einem kostenlosen Konzert auf.
Als Zeichen der Unterstützung für Tibet und den Dalai Lama nahm Mayer zusammen mit Sting, Suzanne Vega, Alanis Morissette und anderen Musikern das Album Songs for Tibet auf.

### Gitarrendesign
Im Jahre 2003 bekam Mayer eine Signature der Traditionsfirma C. F. Martin & Co., die nach seinen Wünschen und Designvorstellungen gebaut wurde. Das Modell trägt den Namen OM-28 John Mayer. 2005 unterschrieb Mayer einen Signature-Vertrag mit Fender. Hier ließ er sich zwei Signature-Stratocasters bauen sowie eine dritte Stratocaster mit einem charakteristischen „Racing Stripe“ auf dem Korpus der Gitarre. Im Januar 2006 veröffentlichte Martin die zweite Signature, die OMJM, die der ersten ähnlich ist, jedoch im Preis etwas günstiger. 2007 erweiterte Fender das Sortiment an John-Mayer-Signature-Gitarren. Im Februar 2009 wurde bekanntgegeben, dass Fender und Mayer an einer neuen Version der bekanntesten Gitarre Mayers, der Black Relic, arbeiten. Die Gitarre soll The Black One heißen und in zwei Versionen erscheinen, einer extrem limitierten Auflage von 83 Stück und einer ein Jahr lang unlimitiert erhältlichen günstigeren Variante. Während der „PRS Guitars 2021 Launch Party“ am 14. Januar 2021 wurde eine auf 1000 Stück limitierte Edition der PRS Silver Sky mit einem „Lunar Ice“ Finish angekündigt. Sie entstand aus einer jahrelangen Kooperation zwischen John Mayer und Paul Reed Smith.
John Mayer, der als passionierter Gitarrenliebhaber und Sammler gilt, besitzt heute um die 200 Gitarren. Auch die Verstärker, die er benutzt, wurden von der Firma Two Rock Amps nach seinen Wünschen und Vorlieben hergestellt.

### Mode
Im August 2006 gründete Mayer sein eigenes Modelabel JMltd. So erweiterte er sein Merchandising um das Doppelte seines alten Sortiments. Monatlich werden neue Kleidungsstücke designt und herausgebracht, auch Schuhe und Accessoires sind fest im Sortiment vertreten.

## Tour
Mayer, der gerne live spielt, baut häufig neue Elemente in seine Performance ein. Neben seiner Band spielten Musiker wie Maroon 5, Sheryl Crow, Brett Dennen oder Colbie Caillat in seinem Line-up oder als Gastauftritt. Auf seiner Sommer-Tour durch die USA im Jahr 2013 waren OneRepublic als Vorgruppe dabei.
Mayer erlaubt Konzertmitschnitte und deren Veröffentlichung, solange dies ohne kommerziellen Hintergrund geschieht. Viele Konzertaufnahmen können von seiner Seite heruntergeladen werden. Mayer pflegt in einer amüsanten Art engen Kontakt zum Publikum.

## Privatleben
2002 war Mayer mit Jennifer Love Hewitt, 2007 mit Jessica Simpson liiert. Bis März 2009 war er mit Jennifer Aniston zusammen.
Von Ende 2012 bis Anfang 2014 war er mit der Sängerin Katy Perry liiert.
Mayer besitzt ein Apartment im New Yorker Stadtteil SoHo und eine Villa mit Tonstudio in Hidden Hills in der Nähe von Los Angeles. Ferner besitzt er ein Haus in Bozeman, Montana.

## Besetzungen

### John Mayer Trio
- John Mayer, Gitarre/Gesang
- Pino Palladino, Bass
- Steve Jordan, Schlagzeug/Gesang

### John Mayer Band
- John Mayer, Gitarre/Gesang
- David Ryan Harris, Gitarre/Tambourin/Gesang
- Robbie McIntosh, Gitarre/Dobro/Gesang
- Aaron Sterling, Schlagzeug
- Sean Hurley, Bass
- Tim Bradshaw, Keyboard/Lap Steel/Gesang
- Bob Reynolds, Tenor & Sopran Saxophon
- Brad Mason, Trompete/Flügelhorn

## Diskografie
Studioalben

| Jahr | Titel Musiklabel                                  | Höchstplatzierung, Gesamtwochen, AuszeichnungChartplatzierungen (Jahr, Titel, Musiklabel, Platzierungen, Wochen, Auszeichnungen, Anmerkungen) | Höchstplatzierung, Gesamtwochen, AuszeichnungChartplatzierungen (Jahr, Titel, Musiklabel, Platzierungen, Wochen, Auszeichnungen, Anmerkungen) | Höchstplatzierung, Gesamtwochen, AuszeichnungChartplatzierungen (Jahr, Titel, Musiklabel, Platzierungen, Wochen, Auszeichnungen, Anmerkungen) | Höchstplatzierung, Gesamtwochen, AuszeichnungChartplatzierungen (Jahr, Titel, Musiklabel, Platzierungen, Wochen, Auszeichnungen, Anmerkungen) | Höchstplatzierung, Gesamtwochen, AuszeichnungChartplatzierungen (Jahr, Titel, Musiklabel, Platzierungen, Wochen, Auszeichnungen, Anmerkungen) | Anmerkungen                             |
| Jahr | Titel Musiklabel                                  | DE | AT | CH | UK | US | Anmerkungen                             |
| ---- | ------------------------------------------------- | --- | --- | --- | --- | --- | --------------------------------------- |
| 2001 | Room for Squares Columbia Records (Sony)          | DE55 (10 Wo.)DE | — | — | UK— SilberUK | US8 ×5Fünffachplatin · (95 Wo.)US | Erstveröffentlichung: 5. Juni 2001      |
| 2003 | Heavier Things Aware Records (Sony)               | DE60 (2 Wo.)DE | — | — | UK74 Silber · (1 Wo.)UK | US1 ×3Dreifachplatin · (98 Wo.)US | Erstveröffentlichung: 9. September 2003 |
| 2006 | Continuum Aware Records (Sony BMG)                | DE39 (5 Wo.)DE | — | — | UK46 Gold · (3 Wo.)UK | US2 ×4Vierfachplatin · (128 Wo.)US | Erstveröffentlichung: 9. September 2006 |
| 2009 | Battle Studies Columbia Records (Sony)            | DE39 (4 Wo.)DE | AT60 (1 Wo.)AT | CH45 (4 Wo.)CH | UK35 Gold · (1 Wo.)UK | US1 ×2Doppelplatin · (54 Wo.)US | Erstveröffentlichung: 16. November 2009 |
| 2012 | Born and Raised Columbia Records (Sony)           | DE17 (2 Wo.)DE | AT19 (2 Wo.)AT | CH9 (5 Wo.)CH | UK4 Silber · (3 Wo.)UK | US1 Gold · (28 Wo.)US | Erstveröffentlichung: 8. Mai 2012       |
| 2013 | Paradise Valley Columbia Records (Sony)           | DE17 (2 Wo.)DE | AT13 (2 Wo.)AT | CH4 (5 Wo.)CH | UK4 Silber · (4 Wo.)UK | US2 Gold · (22 Wo.)US | Erstveröffentlichung: 16. August 2013   |
| 2017 | The Search for Everything Columbia Records (Sony) | DE44 (2 Wo.)DE | AT46 (2 Wo.)AT | CH16 (3 Wo.)CH | UK16 Silber · (4 Wo.)UK | US2 Gold · (21 Wo.)US | Erstveröffentlichung: 14. April 2017    |
| 2021 | Sob Rock Columbia Records (Sony)                  | DE5 (4 Wo.)DE | AT8 (4 Wo.)AT | CH4 (7 Wo.)CH | UK4 (2 Wo.)UK | US2 (6 Wo.)US | Erstveröffentlichung: 16. Juli 2021     |

## Filmografie
- In der CSI-Doppelfolge Mord nach Modell (7x01, 7x02; „Built to Kill“) ist John Mayer mit Waiting on the World to Change und Slow Dancing in a Burning Room (2007) zu sehen und zu hören.
- In der Dr.-House-Folge „Zu den Sternen?“ (3x02; „Cane & Abel“) ist John Mayer mit Gravity (2007) vor dem Abspann zu hören.
- In dem Film Das Beste kommt zum Schluss (The Bucket List) ist John Mayer mit Say im Abspann zu hören.
- In dem Film Karate Kid (2010) ist John Mayer ebenfalls mit einer geschnittenen Version von Say zu hören.
- In dem Film Evan Allmächtig ist John Mayer gegen Ende mit Waiting on the World to Change zu hören.
- In der Stand-up-Sketch-Comedy-Show Chappelles Show.
- 2022: Rache auf Texanisch (Vengeance)

## Deutsche Synchronstimme
In dem Film Rache auf Texanisch wird John Mayer von dem Schauspieler Rasmus Borowski synchronisiert.